# Alex Kurtzman
Alex Kurtzman (7 de Setembro de 1973) é um roteirista, produtor de cinema e produtor de televisão americano.
Kurtzman nasceu e foi criado em Los Angeles, onde conheceu seu amigo e colaborador Roberto Orci. Ele cursou a Universidade Wesleyan.

## Carreira

### Filmes
- The Island (2005) - roteirista
- The Legend of Zorro (2005) - roteirista
- Mission: Impossible III (2006) - roteirista
- Transformers (2007) - roteirista
- Eagle Eye (2008) - produtor
- Watchmen (2009) - roteirista[2]
- Star Trek (2009) - roteirista e produtor executivo
- Transformers: Revenge of the Fallen (2009) - roteirista
- Cowboys & Aliens (2011) - roteirista e produtor
- Star Trek Into Darkness (2013) - roteirista e produtor
- A Múmia (2017) - roteirista e diretor

### Televisão
- Sleepy Hollow - co-autor
- Hawaii Five-0 - produtor executivo
- Fringe - co-autor, roteirista e produtor executivo
- The Secret Service - co-autor, roteirista e produtor executivo
- Alias - roteirista e produtor executivo
- Hercules: The Legendary Journeys - roteirista e produtor executivo
- Xena: Warrior Princess - roteirista e produtor executivo
- Jack of All Trades - roteirista e produtor executivo
- Transformers: Prime - produtor executivo
- Locke & Key - produtor executivo
- Salvation - produtor executivo